# Gertrud Burkhalter
Gertrud Burkhalter (Biel/Bienne, 9 januari 1911 - Zürich, 6 mei 2000) was een Zwitserse journaliste, bibliothecaresse en dichteres.

## Biografie

### Afkomst en opleiding
Gertrud Burkhalter was een dochter van Johann Friedrich Paul Burkhalter, een textielhandelaar. Na haar opleiding tot lerares aan de hogere meisjesschool van Zürich verbleef hij in het Verenigd Koninkrijk, Frankrijk, Italië en Hongarije.

### Carrière
Burkhalter was vervolgens aan de slag als docente, journaliste, en van 1946 tot 1973 als bibliothecaresse bij de Pestalozzigesellschaft in Zürich. In 1942 werd haar theaterstuk Das Lehen uitgebracht. Ze schreef ook enkele dialectdichtbundels, zoals Stygüferli (1943), Heligeland (1957) en Momänte (1980), die met goede kritieken werden onthaald. Haar in dialect geschreven gedichten verschenen in tal van bloemlezingen en verschillende werden ook op muziek gezet. Daarnaast werkte ze voor de radio en werkte ze mee aan kinderboeken. Voor haar werk kreeg ze talrijke onderscheidingen.

## Werken
- (de)  Stygüferli, 1943.
- (de)  Heligeland, 1957.
- (de)  Momänte, 1980.